# Phyllachora liebenbergii
Phyllachora liebenbergii är en svampart som beskrevs av Hansf. 1941. Phyllachora liebenbergii ingår i släktet Phyllachora och familjen Phyllachoraceae.   Inga underarter finns listade i Catalogue of Life.